# Kołpakowka
Kołpakowka (ros. Колпаковка) – osiedle w Rosji, w obwodzie swierdłowskim, w rejonie szalińskim. W 2010 liczyło 1317 mieszkańców.